# K'Andre Miller
K'Andre Miller (Saint Paul, Minnesota, 21 de enero de 2000) apodado Key, es un jugador profesional estadounidense de hockey sobre hielo que se desempeña en la posición de defensor izquierdo en New York Rangers, equipo de la National Hockey League (NHL).

## Carrera
Fue seleccionado en la primera ronda en la NHL Entry Draft de 2018. En 2020 hizo su debut profesional con el equipo New York Rangers, donde lleva jugando cuatro temporadas.